# Forming gas
Il forming gas è una miscela fino al 10% di idrogeno e azoto. È noto anche come "atmosfera di ammoniaca dissociata", a causa della reazione chimica attraverso cui è prodotto:
2 NH3 → 3H2+ N2
Il forming gas viene utilizzato come atmosfera per processi che richiedono le proprietà dell'idrogeno senza pericoli di esplosione. È utilizzato nelle camere di ipersensibilizzazione, un processo nel quale la pellicola fotografica viene introdotta nel forming gas allo scopo di espellere l'umidità e l'ossigeno e di aumentare la sensibilità del film.
L'ipersensibilizzazione è un processo particolarmente utilizzato nella fotografia astronomica di oggetti del cielo profondo, caratterizzati da una luminosità molto bassa che rende necessari tempi di esposizione lunghi e che rende le pellicole particolarmente sensibili agli agenti contaminanti.
Il forming gas viene usato anche per rigenerare i catalizzatori nelle scatole a guanti e come atmosfera nei processi di tempera. Può essere acquistato presso fornitori di materiali per saldature.